# Edwin Harris Colbert
Edwin Harris Colbert (Clarinda, Iowa, 1905. szeptember 28. – Flagstaff, Arizona, 2001. november 15.) kiemelkedő amerikai őslénykutató, aki a gerincesekkel foglalkozott.

## Életpálya
Az Iowa állambeli Clarindában született, és a Missouri állambeli Maryville-ben nőtt fel. Diplomáját a University of Nebraska hallgatójaként szerezte. Tanulmányait a Columbia Egyetemen folytatta, ahol 1935-ben PhD fokozatot szerzett. Számos pozíciót töltött be, többek között az Amerikai Természetrajzi Múzeum (American Museum of Natural History) gerinces őslénytani kurátora volt 40 évig, emellett pedig a Columbia Egyetem professzoraként tanított.
Henry Fairfield Osborn pártfogoltja volt, és szakirodalmi munkássága elsősorban dinoszauruszokkal kapcsolatos művekre terjed ki.
A Siwalik Mammals in the American Museum of Natural History (Az Amerikai Természetrajzi Múzeum sivalik emlősei) című könyvét a National Academy of Sciences 1935-ben Daniel Giraud Elliot-éremmel jutalmazta. Több nagy rendszertani áttekintés, például a ceratopsiák törzsfejlődéséről szóló írás szerzője volt, és számos új taxonról készített leírást, egyebek mellett a nevéhez fűződik, az (egyik legnagyobb sűrűségű dinoszaurusz lelőhelyként ismert) új-mexikói Ghost Ranchen talált több, mint egy tucat teljes, triász időszaki Coelophysis csontváz leírásának publikálása is.
1959-ben expedíciót vezetett a brazíliai Paleorrota geopark területére, melyen Llewellyn Ivor Price is részt vett.
Az 1969-ben az Antarktiszon végzett terepmunkája, melynek során egy 220 millió éves Lystrosaurus fosszíliát fedezett fel, segített a kontinensvándorlás elmélet megszilárdításában. Népszerűsége, és a dinoszauruszokról, az őslénytanról, valamint a (Marshall Kay-jel közösen írt) rétegtanról szóló művei segítették a tudósok új generációja és az amatőr érdeklődők témába való bevezetését. A tudomány területén elért eredményeiért számos díjat és kitüntetést kapott.
1970-ben az arizonai Flagstaffben levő Észak-Arizonai Múzeum (Museum of Northern Arizona) gerinces őslénytani kurátora lett.
Feleségétől, Margarettől öt fia született. Otthonában, Flagstaffben hunyt el, 2001-ben.

## Válogatott művei
Több mint 20 könyvet és több mint 400 tudományos cikket írt.
- 1935: Siwalik Mammals in the American Museum of Natural History
- 1945: The Dinosaur Book: The Ruling Reptiles and Their Relatives
- 1977: Dinosaur World. - ISBN 9780873960816.
- 1983: Dinosaurs : An Illustrated History. - ISBN 9780843733327.
- 1984: The Great Dinosaur Hunters and Their Discoveries. - ISBN 9780486247014.
- 1985: Wandering Lands and Animals: The Story of Continental Drift and Animal Populations. - ISBN 9780486249186.
- 1989: Digging into the Past: An Autobiography. - ISBN 9780942637083.
- 1995: The Little Dinosaurs of Ghost Ranch. - ISBN 9780231082365.
- 1997: Age of Reptiles. - ISBN 9780486293776.
- 1980: Fossil-Hunter's Notebook: My Life with Dinosaurs and Other Friends. - társszerző: Elias Colbert. - ISBN 9780525107729.
- 2001: Colbert's Evolution of the Vertebrates: A History of the Backboned Animals Through Time. - társszerzők: Eli C. Minkoff,  Michael Morales. - ISBN 9780471384618.

## Fordítás
- Ez a szócikk részben vagy egészben az Edwin Harris Colbert című angol Wikipédia-szócikk ezen változatának fordításán alapul.  Az eredeti cikk szerkesztőit annak laptörténete sorolja fel. Ez a jelzés csupán a megfogalmazás eredetét és a szerzői jogokat jelzi, nem szolgál a cikkben szereplő információk forrásmegjelöléseként.